# Meklemburgia

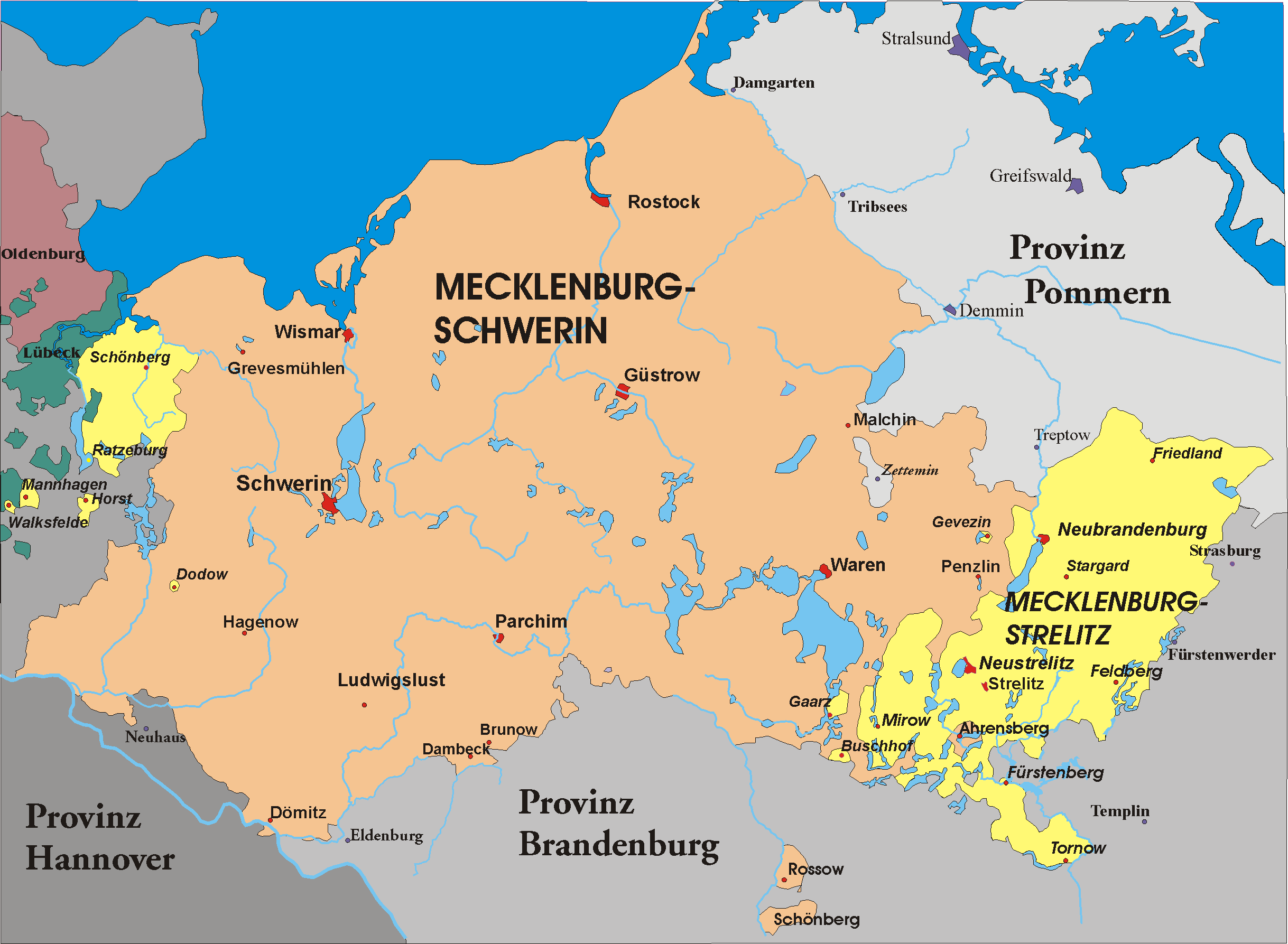
Mapa Meklemburgii 1815-1934

Meklemburgia (niem. Mecklenburg) – kraina historyczna położona pomiędzy rzekami Łabą a Reknicą, zajmuje płaskie i faliste tereny Pojezierza Meklemburskiego. Obecnie jest to zachodnia i największa część kraju związkowego Meklemburgia-Pomorze Przednie (Mecklenburg-Vorpommern) w Niemczech.

Land Meklemburgia-Pomorze Przednie z zaznaczoną granicą dawnej prowincji Pomorze, uznawaną za granicę Pomorza Przedniego

Meklemburgia graniczy na zachodzie z Holsztynem, na południowym zachodzie z Ostfalią, stanowiącą część dawnego Księstwa Saksonii, na południu z Brandenburgią, a na wschodzie z Pomorzem.

## Historia
Meklemburgia powstała na dawnych ziemiach zachodniosłowiańskich jako kontynuacja plemiennego księstwa Obodrzyców (Reregów) z ośrodkiem o charakterze miejskim (Mechlin) leżącym wówczas pomiędzy obecnym Wismarem a Schwerinem. Na zachód od nich zamieszkiwali Połabianie wokół grodu Racibórz, należącego obecnie do Holsztyna.
Wiadomości o zasiedleniu wczesnośredniowiecznym i historii oraz wprowadzaniu chrześcijaństwa na terenach północnej Europy przekazał Adam z Bremy zwany również Adamem Bremeńskim, niemiecki kronikarz, kanonik bremeński. Ludność miejscowa, a zwłaszcza Obodrzyce, czynnie sprzeciwiali się wprowadzaniu nowych porządków.
Dopiero Henryk Lew w latach 1160–1163 ostatecznie podbił i skolonizował ziemie Obodrzyców i odnowił biskupstwo w Ratzeburgu.
W XIII i XIV wieku Meklemburgia została zasiedlona przez ludność niemiecką i w większości zgermanizowana. Całkowicie zniemczona dynastia meklemburska książąt obodrzyckich zachowała tron do roku 1918.
W średniowieczu główne miasta należały do Związku Hanzeatyckiego.
Wismar od 1648 do 1803 znajdował się pod panowaniem Szwecji, choć Szwedzi ostatecznie zrzekli się praw do miasta dopiero w 1903.
W roku 1701 nastąpił podział na dwa księstwa: Meklemburgia-Schwerin i Meklemburgia-Strelitz. Oba terytoria w 1871 znalazły się w granicach Cesarstwa Niemiec, a w jeden kraj zjednoczono je ponownie w roku 1934.

## Demografia
Największymi miastami są:
|     | nazwa w j. niemieckim | populacja (2014) |        |
| --- | --------------------- | ---------------- | ------ |
| 1.  | Rostock               | 204 167          |        |
| 2.  | Schwerin              | 92 138           |        |
| 3.  | Neubrandenburg        | 63 311           |        |
| 4.  | Wismar                | 42 392           |        |
| 5.  | Güstrow               | 28 791           |        |
| 6.  | Waren (Müritz)        | 21 042           |        |
| 7.  | Neustrelitz           | 20 476           |        |
| 8.  | Parchim               | 17 794           |        |
| 9.  | Ribnitz-Damgarten     | 15 103           |        |
| 10. | Ludwigslust           |                  | 12 243 |

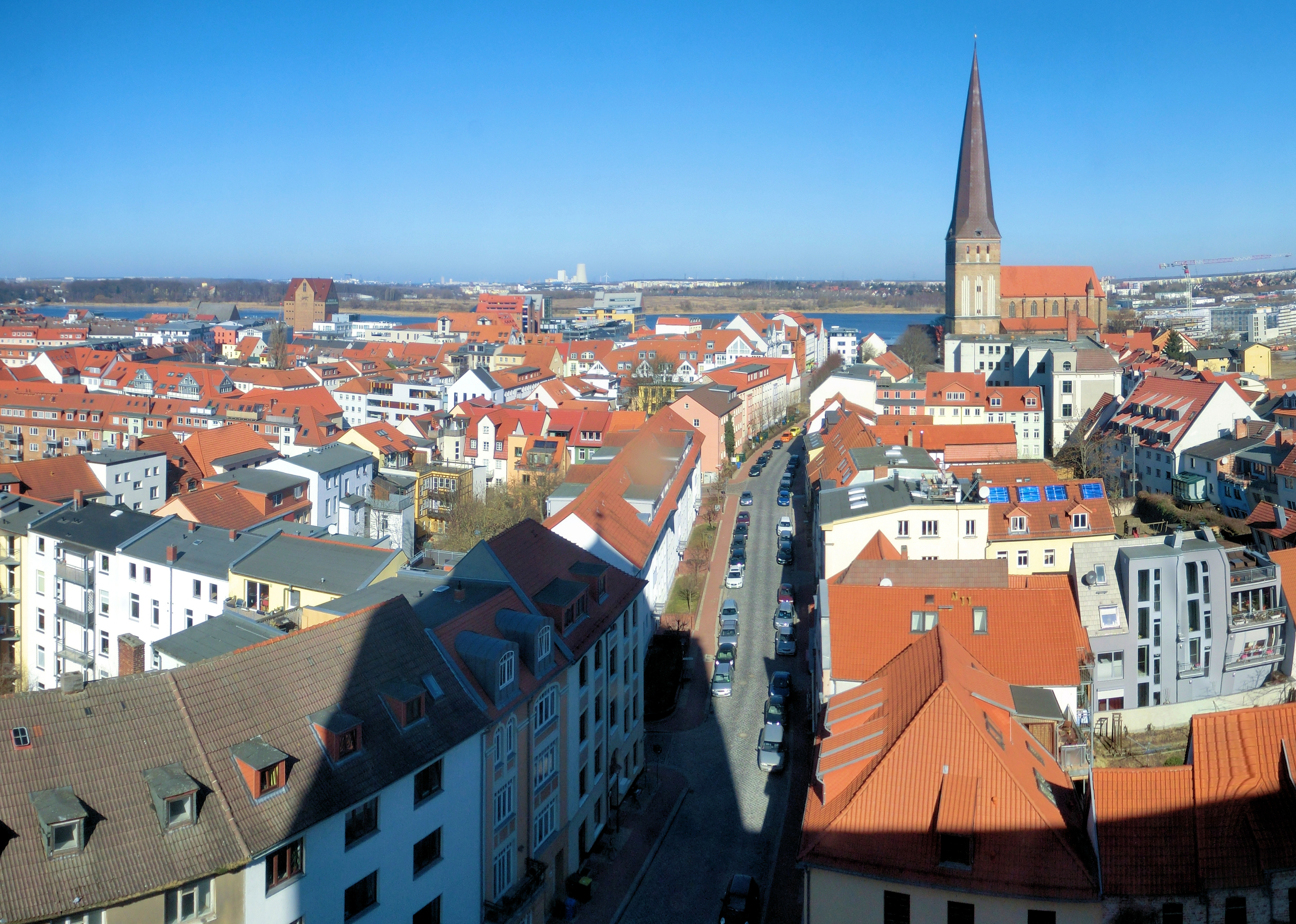
Rostock

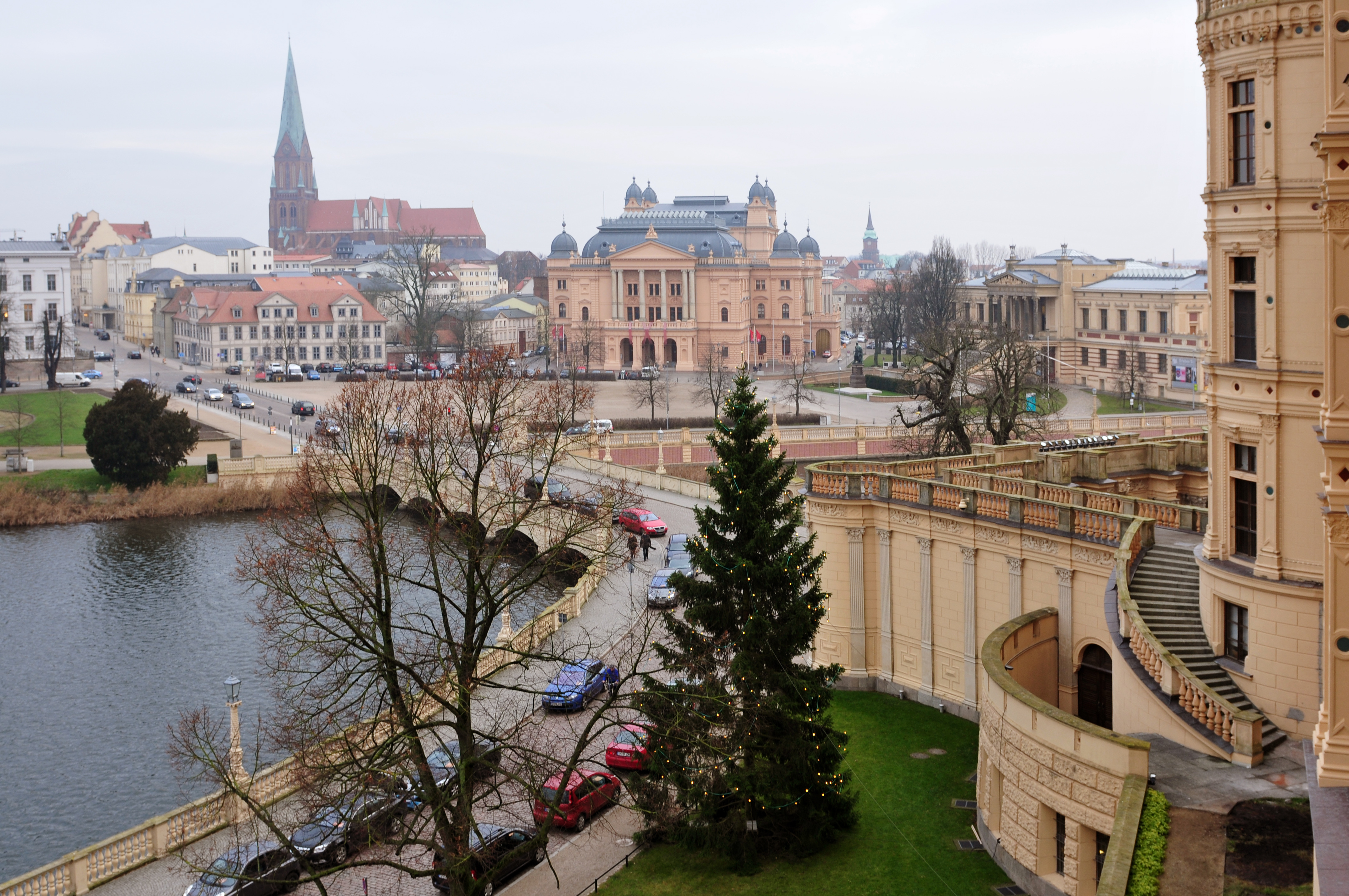
Schwerin

Ludność miejscowa mówi językiem dolnoniemieckim (plattdeutsch), jednak w miarę potrzeby posługuje się powszechnie używanym językiem niemieckim.

## Gospodarka
Jest to obszar o najmniejszej gęstości zaludnienia w Niemczech, klasyczny kraj rolniczy, wielkie posiadłości ziemskie (dawne latyfundia junkierskie), tylko w większych miastach powstało trochę zakładów przemysłowych i handlowych.
Obecnie jedyną dziedziną wykazującą rozwój jest turystyka na wybrzeżu Bałtyku oraz nad licznymi jeziorami Pojezierza Meklemburskiego.